# Kardiologija
Kardiologija (iz grčke καρδίᾱ kardiā, „srce“ i -λογία -logia, „studija“) je grana medicine koja se bavi poremećajima srca kao i nekim djelovima krvožilnog sustava. Područje uključuje medicinsku dijagnostiku i liječenje od urođenih srčanih mana, bolesti koronarnih arterija, zatajenja srca, valvularne bolesti srca i elektrofiziologije. Liječnici koji se specijaliziraju za ovo područje medicine nazivaju se kardiolozima. Pedijatrijski kardiolozi su pedijatri koji su se specijalizirali za kardiologiju.
Kada napraviti kardiološki pregled
1. kod preporuke Vašeg liječnika
2. kod bolova u prsima
3. kod gušenja i nedostatka zraka
4. kod ubrzanog ili usporenog otkucaja srca
5. kod obiteljske sklonosti srčanim oboljenjima.
6. kod povišenog krvnog tlaka
7. kod sklonosti pušenja
8. kod postojanja dijabetesa